# Pynthanosis
Pynthanosis là một chi bướm đêm thuộc họ Geometridae.